# Rete tranviaria di Palermo
La rete tranviaria di Palermo è costituita da quattro linee tranviarie urbane la cui corsa inaugurale è avvenuta il 30 dicembre 2015.
Il progetto dei tracciati venne approvato nel 2005; i lavori furono avviati nel settembre del 2007 e terminati nel dicembre 2015. Il servizio è gestito dall'azienda municipalizzata AMAT.

## Storia

### La vecchia rete e i primi approcci
Tra il 1887 ed il 1947 la città di Palermo ebbe una rete tranviaria di tipo tradizionale. A oltre quaranta anni dalla chiusura della rete storica, alla fine degli anni ottanta si iniziò a parlare della realizzazione di nuove linee tranviarie in città, con la presentazione di alcuni progetti. Nel 2000 la Banca europea degli investimenti stanziò circa 160 miliardi di lire (88 milioni di euro) per la realizzazione di tre nuove linee, una sull'asse via Leonardo da Vinci, una sull'asse corso Calatafimi e una sull'asse corso dei Mille.

### La nuova rete

Uno dei primi biglietti (2015)

Il 13 agosto del 2001 il relativo progetto venne rivisto e parzialmente bloccato dall'allora commissario straordinario del Comune di Palermo, Guglielmo Serio, a causa di un'osservazione del Genio civile che prescriveva di individuare le aree di sosta per le auto nelle prossimità della linea tranviaria e che invece non sarebbe stata rispettata su corso Calatafimi a causa delle ridotte dimensioni della carreggiata; nel maggio del 2002 il Comune di Palermo approvò definitivamente il medesimo progetto, modificato, delle nuove linee tranviarie in città. Per il completamento dei lavori vennero preventivati 44 mesi per la linea 1, 48 mesi per la linea 2 e 52 mesi per la linea 3.
Dopo due gare d'appalto senza risultati, i lavori di costruzione furono aggiudicati a un consorzio temporaneo d'imprese per un totale di 192 milioni di euro. L'inizio ufficiale degli stessi, per tutte e tre le linee, avvenne nel giugno del 2006, mentre l'inaugurazione dei cantieri avvenne a ottobre del 2006. L'inizio effettivo dei lavori avvenne nel mese di settembre 2007.
Il pre-esercizio della linea 1, nel tratto compreso tra il capolinea di Roccella e il ponte dell'Ammiraglio, iniziò il 9 luglio 2014. Il 30 dicembre 2015, infine, vennero inaugurate tutte e quattro le linee della rete.
A partire dal 1º luglio 2020, dopo alcune gare andate a vuoto, la gestione della manutenzione del servizio passò dalla Bombardier all'azienda spagnola CAF per i successivi 4 anni, con un ribasso di gara pari al 3,2%.

### L'espansione della rete

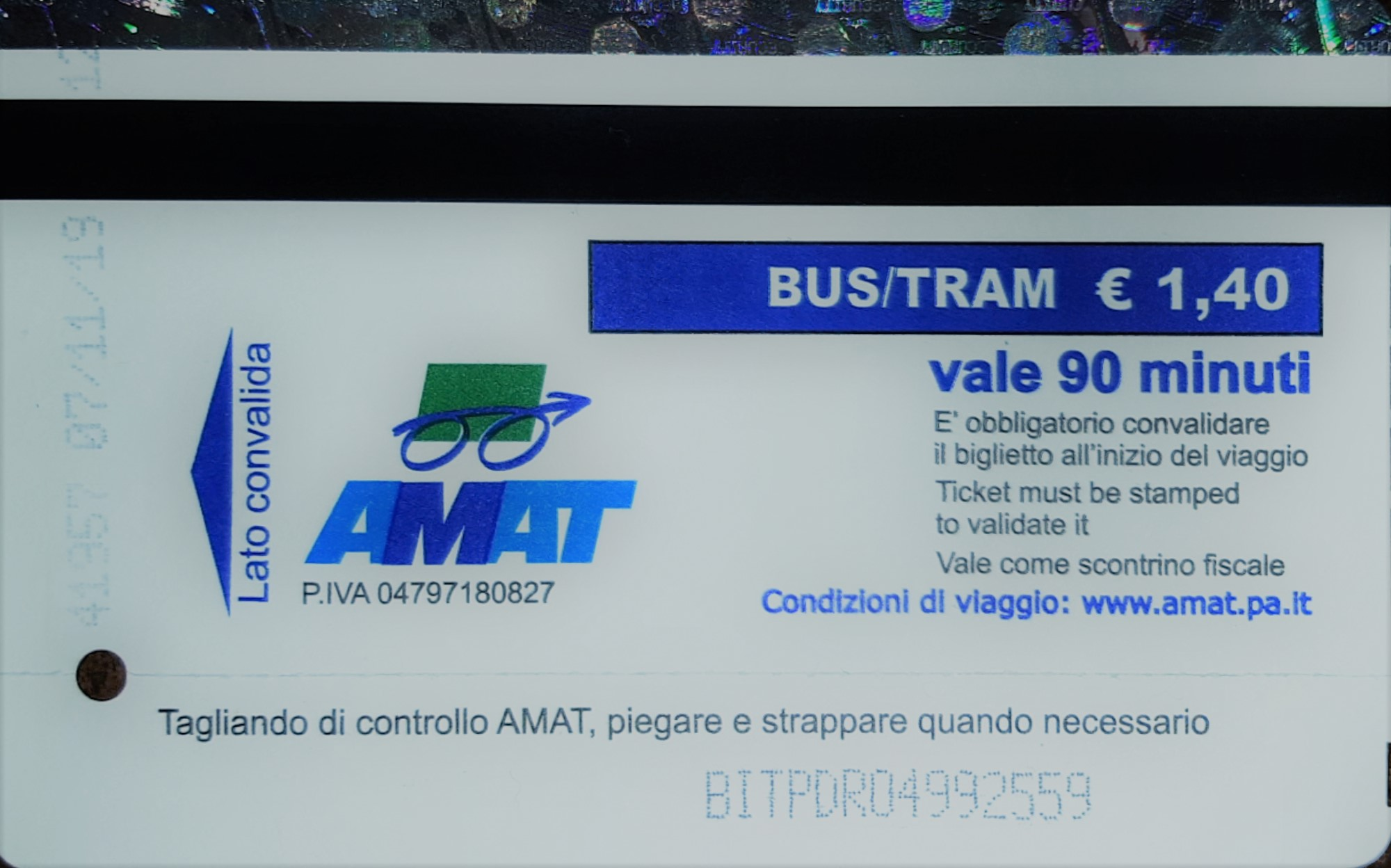
Biglietto bus/tram AMAT magnetico con striscia olografica

Nel corso del 2017 venne bandita la gara per la progettazione definitiva di ulteriori sette linee tranviarie; la commissione giudicante era composta dall'architetto Mario Li Castri del Comune di Palermo, dal professor Renato Lamberti dell'Università di Napoli, dal professor Agostino Cappelli dell'Istituto Universitario Architettura di Venezia, dal professor Stefano Ricci dell'Università La Sapienza e dal dottor Alessandro Solidoro. La gara venne vinta dallo studio ingegneristico Ruggero Cassata e i progetti furono presentati alla stampa l'8 maggio del 2018; il progetto includeva, oltre alla progettazione delle linee tranviarie, un ampio spazio alla rigenerazione urbana di piazze e strade attraversate dalle nuove linee, parcheggi multipiano sotterranei e la modifica dei principali flussi automobilistici cittadini. Per quanto riguarda il tratto di linea che attraversa il centro storico era previsto un tram senza catenaria, come richiesto dal Comune, per limitare l'impatto visivo dell'infrastruttura.
A partire dal 2019 sono iniziate tutte le indagini relative all'opera, effettuate sempre dallo studio di progettazione vincitore della gara, che hanno portato alla presentazione del progetto definitivo delle prime tre linee il 10 settembre del 2019; la successiva fase, che riguarda i processi di verifica ed affidamento della gara di appalto per la progettazione esecutiva e gli effettivi lavori, è iniziata nel 2020.
Il 23 giugno 2023 sono stati appaltati i lavori della prima fase di espansione della linea. Questa fase riguarda le linee A, B e C che aggiungeranno alla rete ulteriori 20,5 km, portando l'estensione totale a 44 km, l'inizio effettivo dei lavori è fissato per gennaio 2024. Per quanto riguarda la seconda fase dell'espansione, che include le linee D, E, F e G, nel gennaio 2023 sono iniziati i rilievi tecnici.
Tra gennaio e febbraio del 2024 sono iniziati i primi espropri per le linee B e C ed a seguito dell'assegnazione alla ATI Sis Scpa-Construcciones y Auxiliar de Ferr sono stati richiesti i primi stanziamenti economici.

## Caratteristiche

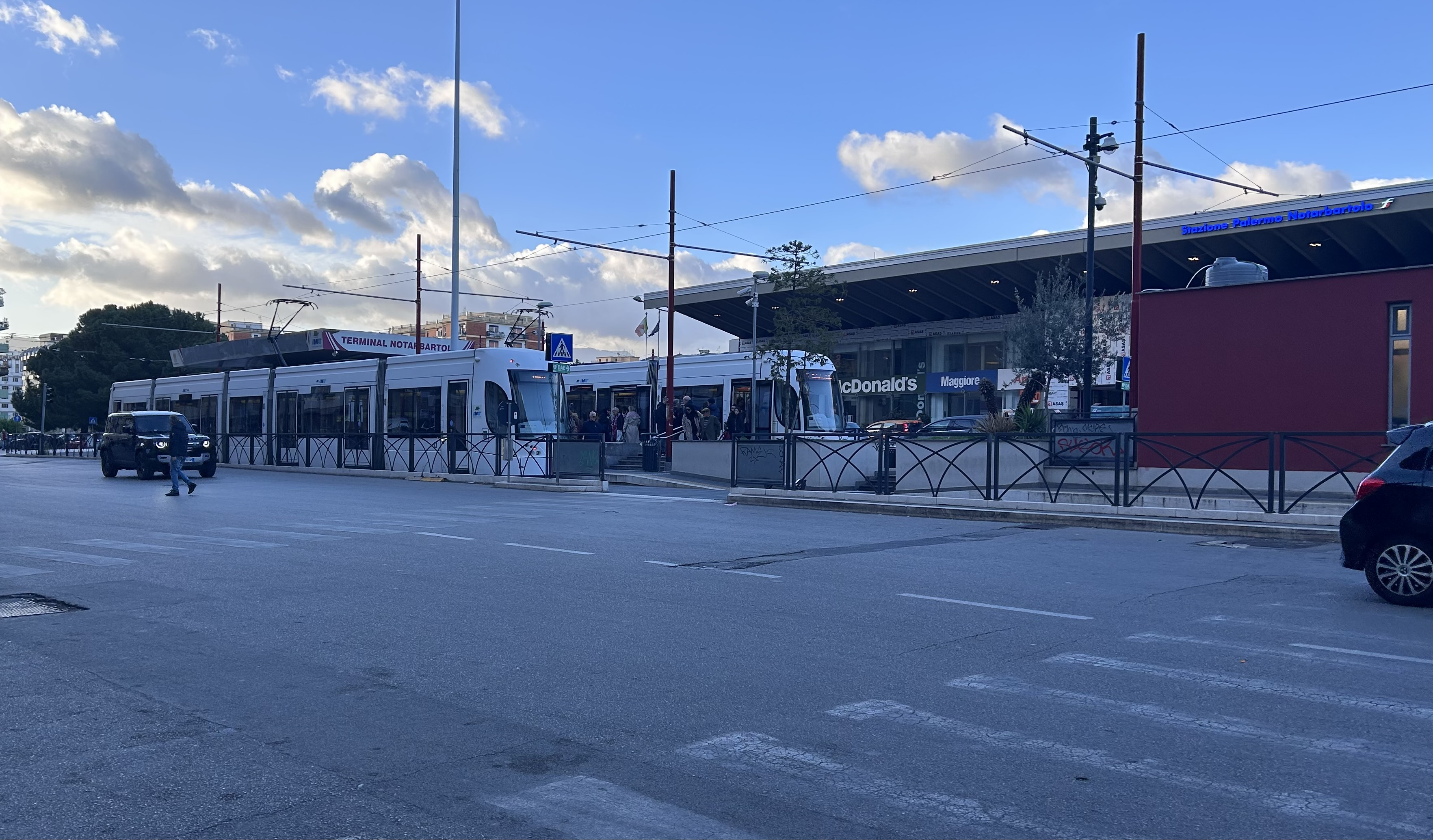
Il Terminal Notarbartolo, che funge da punto di partenza e arrivo dei tram delle linee 2, 3 e 4.

I capolinea Stazione Notarbartolo (Linea 2, 3, 4) e Stazione Centrale (Linea 1) sono collegati dalla linea autobus AMAT 102. Inoltre la Stazione Centrale, la Stazione Notarbartolo e la Stazione Roccella sono servite dai treni regionali di Trenitalia.
La sede tranviaria risulta prevalentemente separata rispetto alla circolazione stradale, con l'utilizzo di apposite barriere di separazione. Per l'esercizio è stato attivato l'asservimento semaforico, che consente elevate velocità commerciali. La capacità del sistema attuale è di 75.000 pax/giorno e 24,5 mln pax/anno.
Un sondaggio svolto tra i cittadini, condotto nel 2014, ha indicato in "Genio" il nome commerciale del servizio, a richiamare il nume tutelare della città.
Nel 2016 si contavano circa 25.000 passeggeri al giorno.

## Rete
| Urban head station |

| Urban stop on track |

| Urban stop on track |

| Unknown route-map component "uhbKRZWae" |

| Urban stop on track |

| Urban stop on track |

| Urban stop on track |

| Urban stop on track |

| Urban stop on track |

| Urban stop on track |

| Urban stop on track |

| Urban stop on track |

| Urban stop on track |

| Urban stop on track |

| Urban stop on track |

|  | Unknown route-map component "uABZgl+l" | Unknown route-map component "uKDSTeq" |

| Urban End station |

| Continuation backward | Unknown route-map component "b" |

| Unknown route-map component "ABZg+1" + Unknown route-map component "lCONTf1" | Unknown route-map component "b" |

| Station on track + Unknown route-map component "HUBaq" | Urban head station + Unknown route-map component "HUBeq" |  |

| One way leftward | Unknown route-map component "umKRZo" | Unknown route-map component "CONTfq" |

| Urban stop on track |

| Urban stop on track |

| Urban stop on track |

|  | Unknown route-map component "uABZgl" | Unknown route-map component "uCONTgeq" |

| Unknown route-map component "+c" | Unknown route-map component "uABZgl" | Unknown route-map component "uABZq+l" + Unknown route-map component "NULf@gq" | Unknown route-map component "ucCONTfq" |

|  | Urban straight track | Unknown route-map component "uSTRg" |

|  | Unknown route-map component "uKRWg+l" | Unknown route-map component "uKRWr" |

| Urban stop on track |

| Urban stop on track |

| Urban stop on track |

| Urban stop on track |

| Urban stop on track |

| Urban stop on track |

| Unknown route-map component "uSTRc2" | Unknown route-map component "uABZg3" |  |

| Unknown route-map component "uABZ+1l" | Unknown route-map component "uABZg+r" + Unknown route-map component "uSTRc4" |  |

| Urban stop on track | Urban straight track |  |

| Urban End station | Urban straight track |  |

|  | Unknown route-map component "uABZgl+l" | Unknown route-map component "uKDSTeq" |

| Urban stop on track |

| Urban stop on track |

| Urban End station |

| Continuation backward | Unknown route-map component "b" |

| Unknown route-map component "ABZg+1" + Unknown route-map component "lCONTf1" | Unknown route-map component "b" |

| Station on track + Unknown route-map component "HUBaq" | Urban head station + Unknown route-map component "HUBeq" |  |

| One way leftward | Unknown route-map component "umKRZo" | Unknown route-map component "CONTfq" |

| Urban stop on track |

| Urban stop on track |

| Urban stop on track |

|  | Unknown route-map component "uABZg2" | Unknown route-map component "uSTRc3" |

| Unknown route-map component "uCONTgq" | Unknown route-map component "uABZgr+r" + Unknown route-map component "uSTRc1" | Unknown route-map component "uSTR+4" |

|  | Unknown route-map component "uBHF(R)f" | Urban straight track |

|  | Urban straight track | Unknown route-map component "uBHF(L)g" |

|  | Unknown route-map component "uBHF(R)f" | Urban straight track |

|  | Urban straight track | Unknown route-map component "uBHF(L)g" |

|  | Urban straight track | Unknown route-map component "uBHF(L)g" |

|  | Unknown route-map component "uBHF(R)f" | Urban straight track |

|  | Urban straight track | Unknown route-map component "uBHF(L)g" |

|  | Unknown route-map component "uBHF(R)f" | Urban straight track |

|  | Urban straight track | Unknown route-map component "uBHF(L)g" |

|  | Unknown route-map component "uBHF(R)f" | Urban straight track |

|  | Urban straight track | Unknown route-map component "uBHF(L)g" |

|  | Unknown route-map component "uBHF(R)f" | Urban straight track |

|  | Urban straight track | Unknown route-map component "uBHF(L)g" |

|  | Unknown route-map component "uBHF(R)f" | Urban straight track |

|  | Unknown route-map component "uSTRl" | Unknown route-map component "uSTRr" |

La rete si compone di quattro linee:
| Linea | Percorso                                      | Apertura | Ultima estensione | Km  | Fermate |
| ----- | --------------------------------------------- | -------- | ----------------- | --- | ------- |
| 1     | Roccella - Stazione Centrale                  | 2015     | -                 | 5,5 | 15      |
| 2     | Piazza Santa Cristina - Stazione Notarbartolo | 2015     | -                 | 4,8 | 13      |
| 3     | CEP - Stazione Notarbartolo                   | 2015     | -                 | 5   | 12      |
| 4     | Pollaci/Calatafimi - Stazione Notarbartolo    | 2015     | -                 | 8   | 18      |

### Linea 1
La linea si sviluppa per 5,5 km tra il capolinea posto alla Stazione Centrale e il capolinea Roccella, posto all'interno del Forum Palermo. La linea conta 15 stazioni, compresi i due capolinea; il tempo di percorrenza complessivo è di circa 25 minuti. Lo scopo della linea è quello di collegare la periferia Sud della città al centro cittadino attraverso vari quartieri popolari.

### Linea 2
La linea si sviluppa per 4,8 km tra il capolinea posto alla Stazione Notarbartolo e il capolinea Borgo Nuovo, posto all'interno dell'omonimo quartiere. La linea conta 13 stazioni compresi i due capolinea.

### Linea 3
La linea si sviluppa per 5 km tra il capolinea posto alla Stazione Notarbartolo e il capolinea del CEP, posto all'interno dell'omonimo quartiere. La linea conta 12 stazioni, compresi i due capolinea.

### Linea 4
La linea si sviluppa per 8 km partendo dal capolinea posto alla Stazione Notarbartolo, dove ritorna dopo aver affiancato la Circonvallazione ed aver effettuato l'inversione di marcia presso il ponte di corso Calatafimi. L'inversione avviene in sede promiscua auto/tram e si tratta dell'unico tratto in sede promiscua del tram sull'intera rete; i mezzi, infatti, corrono sempre in sede protetta. Le fermate complessive sono 18, compreso il capolinea; quelle sulla circonvallazione sono collegate tramite tre ponti pedonali sulla stessa.

### Depositi
Attualmente la rete tranviaria dispone di 2 depositi attivi, entrambi predisposti per manutenzione completa e pulizia dei mezzi. I due depositi non sono collegati tra loro, ma è previsto tale collegamento nelle future espansioni. Sempre nelle future espansioni è previsto un nuovo deposito nelle vicinanze della Stazione Giachery. I depositi attualmente attivi sono:
- Deposito Roccella, situato nell'omonima zona: serve la linea 1 e ha una capacità di ricovero di 18 treni al coperto,
- Deposito Castellana, situato nell'omonima via: serve le linee 2/3/4 e ha una capacità di ricovero di 12 treni al coperto.

### Opere infrastrutturali principali
- Linea 1 - Ponte bimodale sul fiume Oreto
- Linee 2/3/4 - Ponte tranviario per attraversamento della Circonvallazione
- Linea 4 - Tre ponti pedonali di attraversamento della Circonvallazione

### Materiale rotabile
La flotta è composta da 17 vetture Flexity Outlook, a pianale ribassato e composte da cinque elementi. Possono trasportare fino a 56 passeggeri seduti e 132 passeggeri in piedi.
Tali tram sono lunghi 32 metri e larghi 2,40 metri; la velocità massima è di 70 km/h e il raggio minimo di inscrivibilità in curva risulta pari a 20 metri. Il primo veicolo è stato consegnato all'AMAT il 18 maggio del 2011.

### Progetti futuri
In occasione della presentazione del PRG Palermo 2025, il sindaco Leoluca Orlando ha annunciato l'avvio della progettazione di 3 ulteriori linee tranviarie. La linea 5 collegherebbe i due capolinea attraverso il Foro Italico e via Notarbartolo. La linea 6, come prosecuzione della linea 4 sulla circonvallazione, raggiungerebbe la stazione Orleans per proseguire attraverso il quartiere Borgo Ulivia fino a Bonagia, utilizzando un nuovo ponte intermodale sul fiume Oreto. Infine la linea 7 collegherebbe il capolinea della Stazione Centrale alla nota località balneare di Mondello.
Le sette linee per cui è stata richiesta la progettazione nel bando del comune nel 2018 erano le seguenti:
- Tratta A: - Linea 6 /1- prolungamento della linea 1 esistente per circa 11 km (A/R), dalla via Balsamo al viale Croce Rossa. Tratta Linea Balsamo (Stazione Centrale), via Roma, via E. Amari, via Libertà, viale Croce Rossa - (PRIORITÀ 3), i lavori per la linea sono stati appaltati il 23 giugno 2023;
- Tratta B: - Linea 5/1 - prolungamento della linee 2/3/4 esistente per circa 1,5 km (A/R), dalla Stazione FF.SS. Notarbartolo alla via Duca della Verdura. Tratta Linea Stazione FF.SS. Notarbartolo, via Notarbartolo sino a Via Duca della Verdura (angolo Via della Libertà) - (PRIORITÀ 2), i lavori per la linea sono stati appaltati il 23 giugno 2023;
- Tratta C: - Linea 4/1 – prolungamento della linea 4 esistente per circa 8 km (A/R), secondo l’attuale schema (singolo binario per ogni carreggiata), lungo Viale della Regione Siciliana sino alla Stazione FF.SS. Orleans. Tratta Linea Svincolo Calatafimi, Viale della Regione Siciliana, Via Ernesto Basile, Stazione FF.SS. Orleans - (PRIORITÀ 1), i lavori per la linea sono stati appaltati il 23 giugno 2023;
- Tratta D: - Linea 4/2 – prolungamento della linea 4 esistente per km 9,375 (A/R), secondo l’attuale schema (singolo binario per ogni carreggiata), dalla Stazione FF.SS. Orleans a Bonagia. Tratta Linea Stazione FF.SS. Orleans, Via Gaetano Lodato, Via Parlavecchio, attraversamento fiume Oreto, Via Villagrazia; Via San Filippo sino a Via del Levriere - (PRIORITÀ 4);
- Tratta E: - Linea 6/2 - prolungamento della linea 1 esistente per circa 20 Km (A/R), dal Viale Croce Rossa alla località Balneare di Mondello. Tratta Linea Croce Rossa, Viale Strasburgo, bretella sino a parcheggio Francia, Via Lanza di Scalea, Viale dell'Olimpo, Via Mattei sino al parcheggio Galatea - (PRIORITÀ 5);
- Tratta F: - Linea 5/2 - prolungamento della linea 1 esistente per circa 9 Km (A/R), dalla Via Duca della Verdura alla Stazione FF.SS. Centrale. Tratta Linea Via Duca della verdura (angolo Via della Libertà), Via F.sco Crispi, Foro Umberto I, Via Lincoln, Via Balsamo - (PRIORITÀ 6);
- Tratta G: - Linea 6/3 - prolungamento della linea 1 esistente per circa 5 km (A/R), sino alla Borgata Marinara di Sferracavallo - (PRIORITÀ 7).

Per ogni linea è stata indicata una priorità di esecuzione.

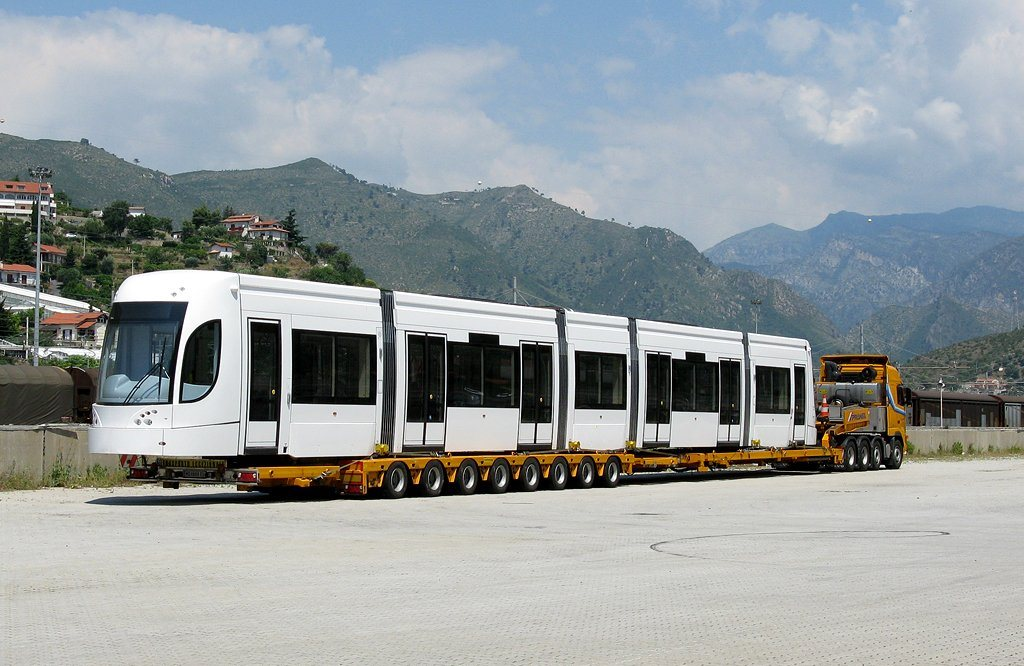
Un Flexity Outlook in corso di consegna
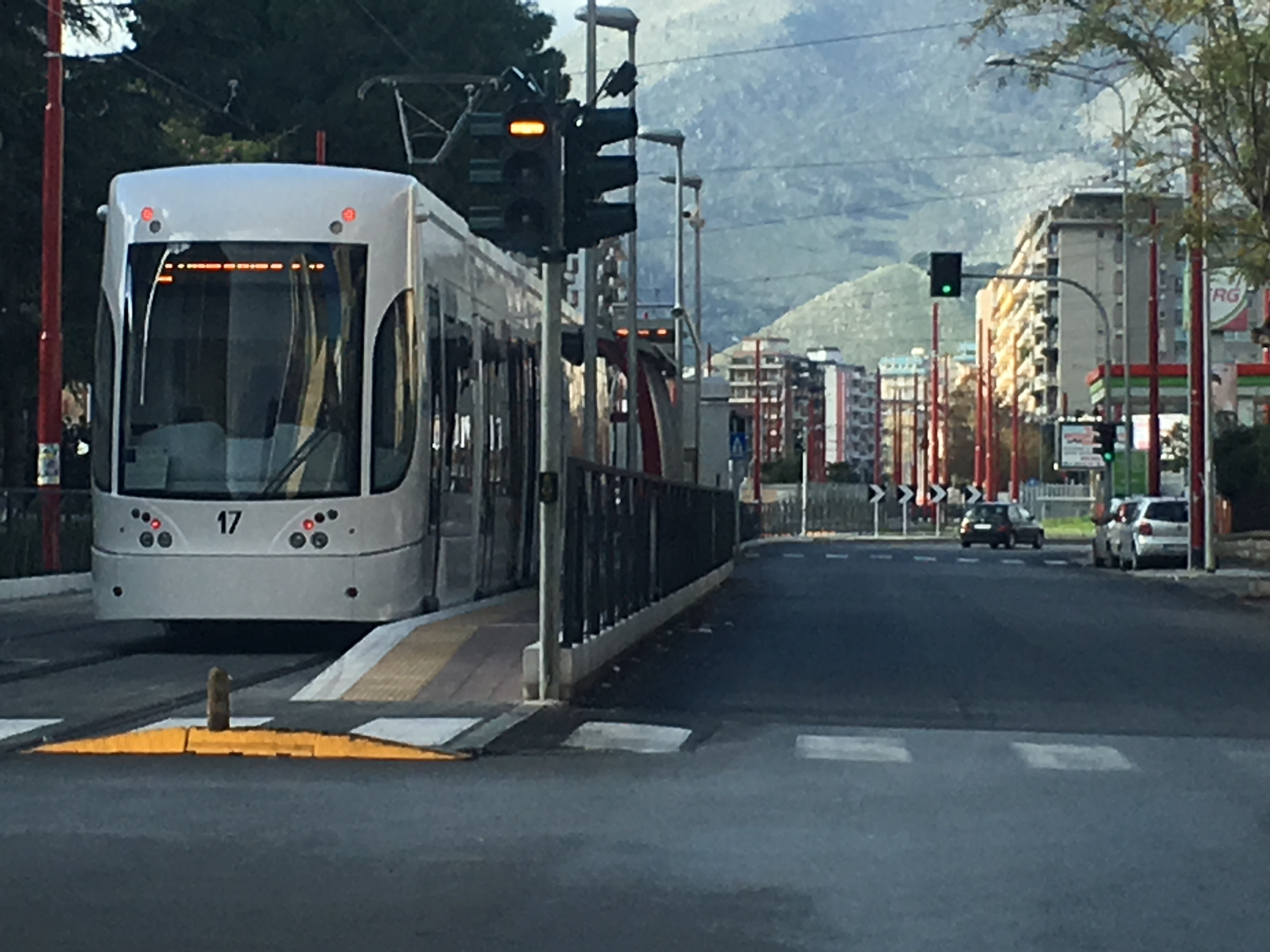
Una delle prime corse della tranvia di Palermo, in via Leonardo da Vinci
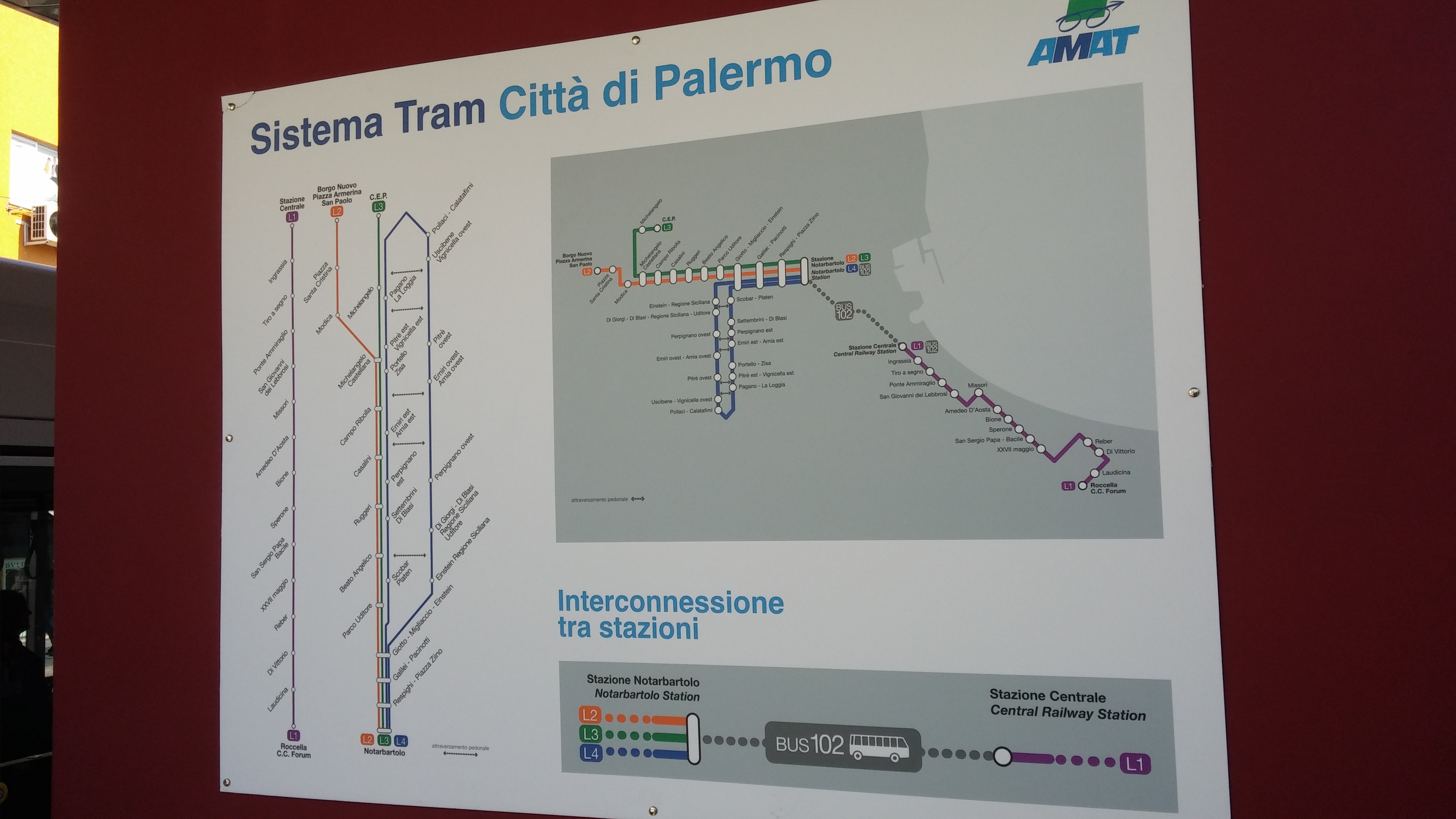
Mappa delle linee presso il capolinea della Stazione Notarbartolo
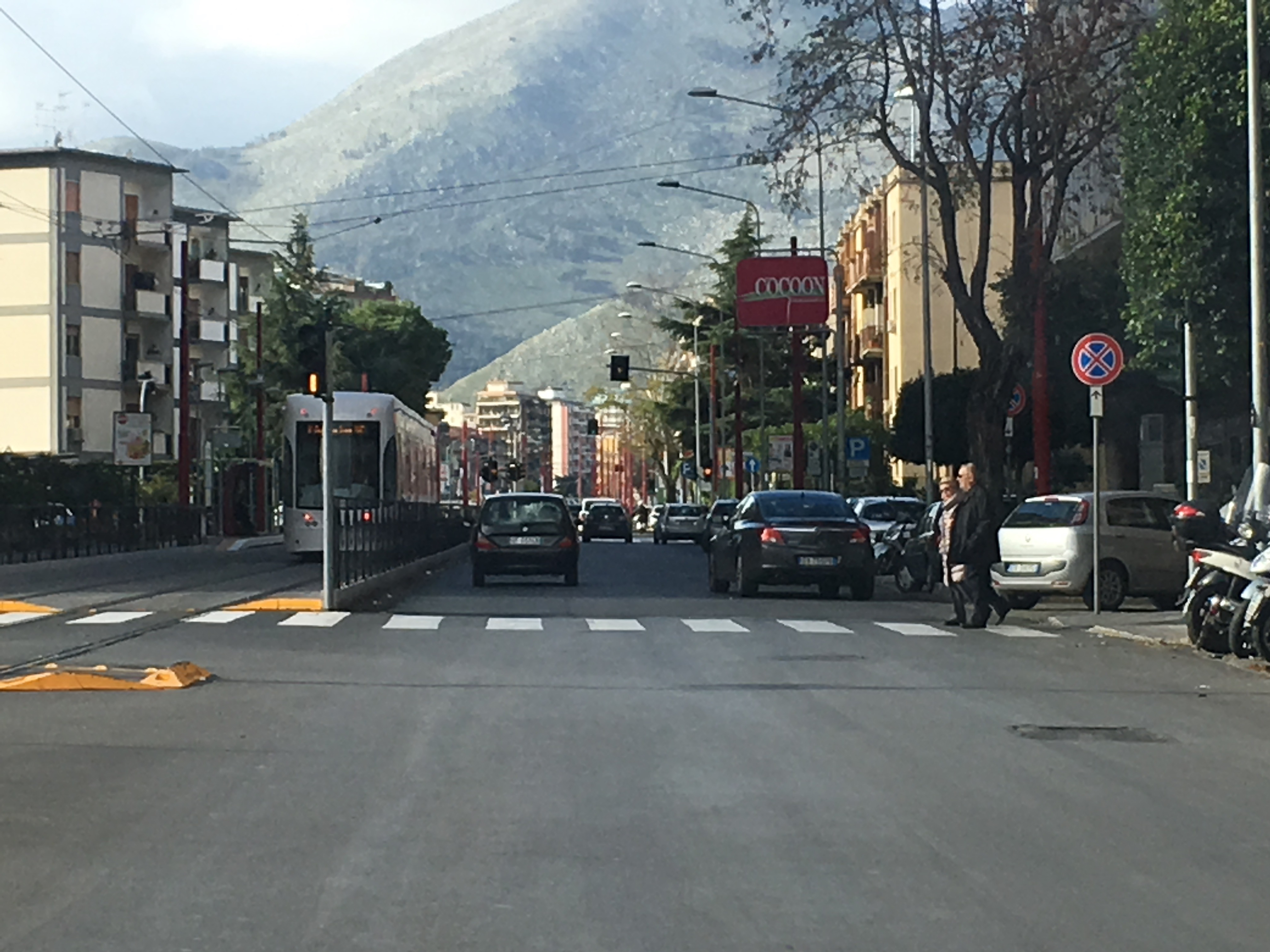
Il tram in via Leonardo da Vinci
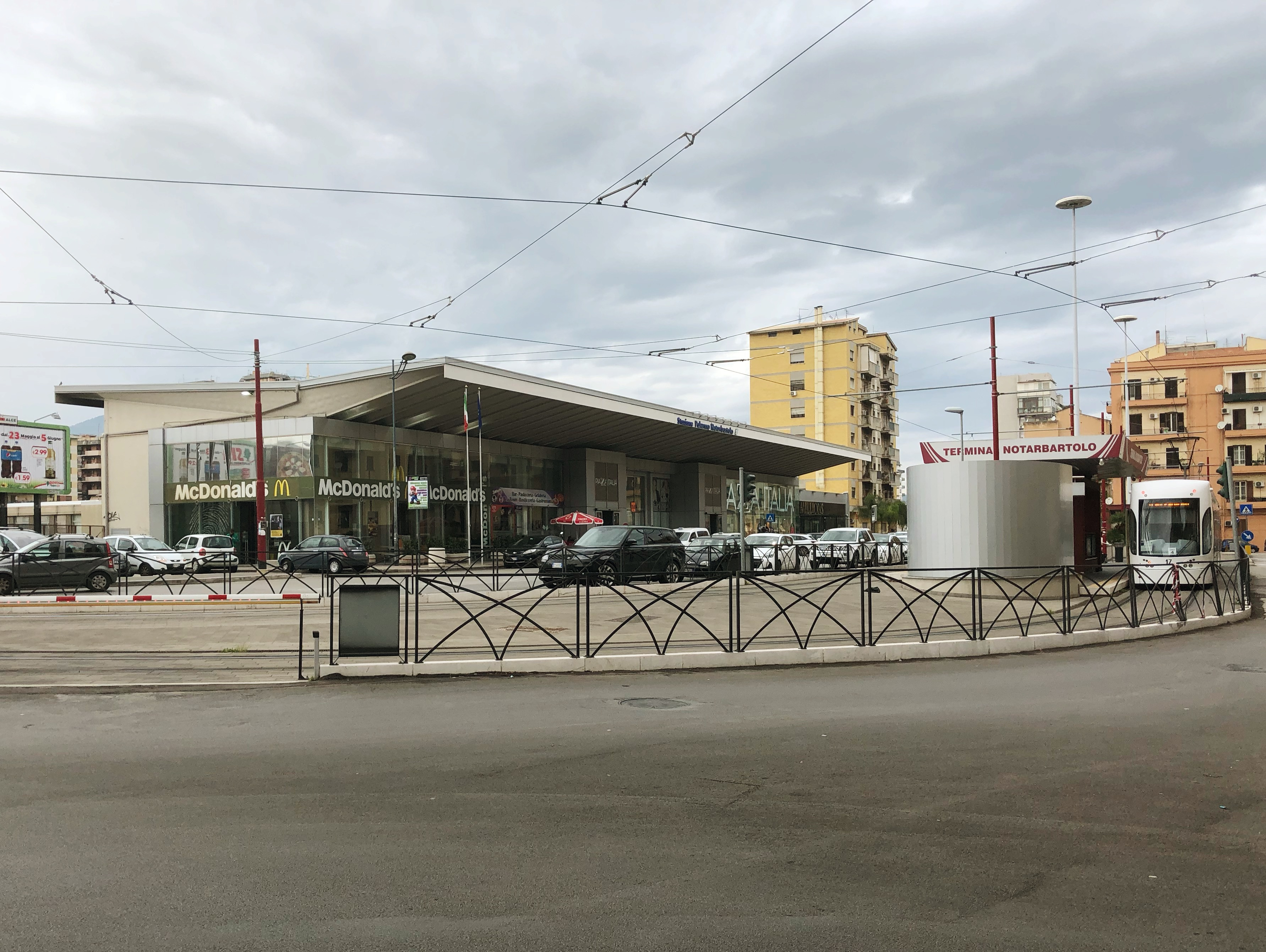
Il capolinea alla Stazione Notarbartolo